# М. К. Арджунан
Малийеккал Коччукуннинреим Арджунан (малаял. മാളിയേക്കൽ കൊച്ചുകുഞ്ഞിന്റെയും അർജ്ജുനൻ; 1 марта 1936 — 6 апреля 2020) — индийский кинокомпозитор, сочинявший музыку для фильмов на малаялам. За свою карьеру, длившуюся более 50 лет, написал свыше 600 песен для фильмов и 800 — для театральных постановок. Лауреат Кинопремии штата Керала за лучшую музыку.

## Биография
Родился в марте или августе 1936 года и был четырнадцатым ребёнком Малийеккала Коччукуннинрема, известного в форте Коччи учителя колкали и мастера игры на мриданге, и его жены Парвати. Десять из его 13 братьев и сестер уже умерли к моменту его рождения. Его отец также скончался, когда ему было всего 6 месяцев. У его матери не осталось средств, чтобы растить детей. В итоге друг семьи помог поселить в ашраме для мальчиков в Палани двух младших братьев Прабхакарана и Арджунана, когда последний пошёл во второй класс. Там будущий композитор начал учиться музыке.
Через семь лет братья были вынуждены покинуть ашрам и вернулись домой. Чтобы заработать, Арджунан начал петь в спектаклях и играл на фисгармонии в клубах.
Он также сочинял музыку для любительских театральных коллективов Кералы, вскоре став самым востребованным композитором в театральной сфере.
В 1950-х годах одна из написанных им песен стала первой музыкальной записью шестнадцатилетнего К. Дж. Йесудаса.
А в 1960 году Арджунан устроился помощником композитора Девараджана, с которым проработал около десяти лет.
В 1968 году он дебютировал в кино как самостоятельный композитор, сочинив музыку для фильма Karutha Pournami, услышав которую поэт-песенник Шрикумаран Тхамби, пригласил его поработать над песнями к фильму Rest House (1969).
Это стало началом их многолетнего сотрудничества. Вместе они работали почти в 50 фильмах, что является одним из самых длительных и плодотворных партнерских отношений в истории кино на малаялам.
Ещё во время работы над Karutha Pournami композитор, по рекомендации своего наставника Девараджана, взял себе в помощники Р. К. Шекхара. Они сотрудничали вплоть до смерти Шекхара в 1976 году. Чтобы помочь его семье Арджунан нанял играть на клавишных его сына Дилипа, в будущем ставшего известным как А. Р. Рахман. Начиная с песни «Eranattin Mannil Ninnum Unarnenitidum» из фильма Adima Changala (1981), тот участвовал в записи всех последующих композиций Арджунана.
К 1990-х годах композитор сделал небольшой перерыв в карьере и стал очень разборчивым в выборе фильмов.
В 2010-х он сочинил музыку для трех фильмов Джаяраджа: Naayika (2011), Veeram (2016) и Bhayanakam (2018).
Последний принёс ему Кинопремию штата Керала за лучшую музыку.
Композитор скончался в возрасте 84 лет из-за возрастных недугов в своём доме в Паллерути, Кочин 6 апреля 2020 года.
У него осталась жена Бхарати, сын Асокан (композитор) и дочери Рекха, Гита и Шрикала (танцовщица).